# Turalići (kanton środkowobośniacki)
Turalići – wieś w Bośni i Hercegowinie, w Federacji Bośni i Hercegowiny, w kantonie środkowobośniackim, w gminie Novi Travnik. W 2013 roku liczyła 35 mieszkańców, z czego większość stanowili Boszniacy.